# بیهود (گناباد)
بیهود (گناباد)، روستایی از توابع بخش کاخک شهرستان گناباد در استان خراسان رضوی ایران است.در خراسان جنوبی هم روستایی به نام بیهود وجود دارد. 

## جمعیت
این روستا در دهستان زیبد قرار دارد و براساس سرشماری مرکز آمار ایران در سال ۱۳۸۵، جمعیت آن ۲۰۵ نفر (۶۵خانوار) بوده‌است.